# Olof Hörmander
Hans Olof Hörmander, född 29 juli 1923 i Degeberga församling i Kristianstads län, död 20 juni 2010 i Brösarp-Tranås församling i Skåne län, var en svensk ingenjör, företagsledare och ämbetsman.
Olof Hörmander var son till folkskolläraren Armand Jönsson och dennes hustru Alma Jönsson (född Christiansson). Hans var bror till Lars Hörmander. Han tog studentexamen i Lund 1942 och civilingenjörsexamen i kemi vid Kungliga Tekniska högskolan (KTH) i Stockholm 1946. Han var anställd vid Boliden AB 1947–1954 och därefter vid AB Atomenergi från 1954 till 1964, varav från 1961 som överingenjör. Vid AB Atomenergi arbetade han bland annat med utvinning av uran ur alunskiffer vid Ranstadsverket och med studier av reaktorer för bruk i fartyg. Åren 1964–1974 var han chef för Axel Johnsons Institut för industriforskning, varpå han var forskningsdirektör i Johnsonkoncernen 1974–1983.
Åren 1983–1989 var han generaldirektör vid Statens kärnkraftsinspektion (SKI). Som chef för SKI hanterade han flera stora utmaningar, exempelvis SKI:s granskning av den första rapporten om slutförvaring av kärnbränsle i det svenska urberget. Det ställdes höga krav på SKI:s granskning, eftersom yttrandet skulle läggas till grund för beslutet att ge starttillstånd för de två nyaste reaktorerna. En annan känslig utredning gällde följderna för svensk reaktorsäkerhet efter Tjernobylolyckan. Han engagerade sig för övrigt i att verka för långsiktig kompetensförsörjning för SKI såväl som för hela kärnkraftsbranschen.
Hörmander var ledamot av styrelserna för Axel Johnson Engineering AB 1981–1983, Ångpanneföreningen och ÅF Energikonsult AB 1979–1983, Svensk Drivmedelsteknik AB, Statens anläggningsprovning 1984–1989, Statens strålskyddsinstitut 1984–1989. Han var ordförande i Delegationen för energiforskning 1976–1982 och i Energiforskningsnämnden 1982–1987. Han var styrelseordförande i Axel Johnsons Institut för industriforskning 1974–1980. Han var även ledamot av Utredningen om de nya arbetsformerna inom kemikaliekontrollen, som avgav betänkandet Kontroll av kemiska produkter och varor (SOU 1988:44).
Olof Hörmander invaldes som ledamot av Kungliga Ingenjörsvetenskapsakademien 1971, av Kungliga Krigsvetenskapsakademien 1979 och av Kungliga Vetenskapsakademien 1980. År 1983 promoverades han till hedersdoktor vid KTH.